# Zell (Lucerna)
Zell é uma comuna da Suíça, no Cantão Lucerna, com cerca de 1.967 habitantes. Estende-se por uma área de 13,91 km², de densidade populacional de 141 hab/km². Confina com as seguintes comunas: Ebersecken, Fischbach, Gettnau, Ohmstal, Ufhusen, Willisau Land.
A língua oficial nesta comuna é o Alemão.